# ナショナルドラッグチェーン
ナショナルドラッグチェーンは、マツキヨココカラ&カンパニーやハピコム（旧イオン・ウエルシア・ストアーズ）に代表されるドラッグストアの広域連合。

## 概説
競争が激化したドラッグストア業界では、一括大量仕入れによるコストの削減や商品の共同開発等のスケールメリットを求め、大手や地方中堅ドラッグストアが業務・資本提携したり、M&Aによる合併や子会社化が行われ、大きなグループ化が進んでいる。
大きなものとして、イオングループ主導のハピコム（旧イオン・ウエルシア・ストアーズ）と、マツモトキヨシホールディングスとココカラファインの経営統合により発足したマツキヨココカラ&カンパニーという、2つのグループがある。このほかにも、十社会や当初のWINグループのように中堅や地方レベルのドラッグストアが連携する複数のグループが存在したが、現在は1つ以上の大手企業が参加するものが主流である。
チェーンの1つがグループから離脱して、他のグループ入りすることも少なくない。そんな中、WINグループに加盟する2社で構成されるココカラファイン ホールディングスが十社会に加盟するアライドハーツ・ホールディングスを合併。これにより、ジップドラッグとライフォートがWINグループに移籍したことで十社会の勢力が弱まり、ついに十社会は解散となった。十社会に所属していた一部の企業はWINグループへ合流。

## 主なナショナルドラッグチェーン

### ハピコム（旧イオン・ウエルシア・ストアーズ）
イオングループが主導するチェーングループ。2009年5月までは、イオン・ウエルシア・ストアーズという名称であった。
構成企業はイオン、ツルハホールディングス（ツルハ〈ツルハ・B&Dドラッグストア〉、くすりの福太郎、ツルハグループドラッグ&ファーマシー西日本〈ウォンツ・ウェルネス〉、レデイ薬局、杏林堂薬局、ドラッグイレブン）、ウエルシアホールディングス（ウエルシア薬局〈ウエルシア・ハックドラッグ・金光薬品・とをしや薬局〉、シミズ薬品、丸大サクラヰ薬局、よどや、クスリのマルエ、ウェルパーク）、クスリのアオキ、ザグザグ、メディカル一光（調剤専門薬局）の6社。
なお、2023年11月時点でハピコムには加盟していないが、ププレひまわり・コクミン・ふく薬品も資本業務提携によりウエルシアホールディングスの子会社となっている。

### マツキヨココカラ&カンパニー
2021年10月にマツモトキヨシホールディングスとココカラファインの経営統合により発足したチェーングループ。完全統合は行わずに、経営統合前のグループ体制を統括する2つの中間持株会社とそれぞれの傘下企業で構成される。
旧マツモトキヨシホールディングスからの新設分割により発足したマツモトキヨシグループには、傘下のマツモトキヨシ、ぱぱす、マツモトキヨシ東日本販売、マツモトキヨシ九州販売、マツモトキヨシ甲信越販売、マツモトキヨシ中四国販売及び、マツモトキヨシと業務提携やFC契約を締結する企業（サッポロドラッグストアー、コメヤ薬局、中部薬品、スーパーバリュー、オークワ、サンエーなど）が、ココカラファインから商号変更されたココカラファイングループには、傘下のココカラファインヘルスケア、岩崎宏健堂、CFIZ（エイチ・ツー・オー リテイリングとの合弁会社）がある。

### 富士薬品グループ
富士薬品とその子会社のグループ。
構成企業は富士薬品、東海セイムス、西日本セイムス、九州セイムス、オストジャパングループ、モリキ、ユタカファーマシー、協和商事、株式会社五十嵐薬品。

### サンドラッググループ
サンドラッグが中心となるグループ。業務提携しているカワチ薬品を含めて「サンドラ・カワチ連合」と呼ばれる事もある。
構成企業はサンドラッグ及び子会社（サンドラッグプラス、星光堂薬局、ダイレックス）とFC契約企業（大屋、いちやまマート）である。

### WINグループ
2003年4月に結成されたグループ。2005年6月には株式会社WINドラッグを設立した。
2008年時点の構成企業は、コクミン、セイジョー、セガミメディクス、ドラッグイレブン、龍生堂本店、ミネ医薬品、一本堂、コダマ、ウエダ薬局(のちに離脱)、レデイ薬局、ウェルネス湖北の11社であった。2011年には当時の加盟10社に新しく旧十社会の7社（ライフォート、ジップドラッグ、スズラン薬局ほか）を加え17社であったが、2013年4月にはグループに加盟しているココカラファインの販売子会社5社が統合してココカラファインヘルスケアとなっている。同年10月にはココカラファインヘルスケアがコダマを合併した。同年11月には岩崎宏健堂がココカラファインの傘下となった。
2009年2月にはウェルネス湖北（2015年8月にハーティウォンツと合併し、ツルハグループドラッグ&ファーマシー西日本となる）、2015年10月にはレデイ薬局、2020年5月にはドラッグイレブン（当時はJR九州ドラッグイレブンで、2021年5月に以前の社名へ回帰）が相次いでハピコム系のツルハホールディングスの子会社となり、また2018年3月には一本堂が同じくハピコム系のウエルシアホールディングスの子会社（2019年3月にウエルシア薬局へ吸収合併）となりWINグループを外れている。
2021年10月には同グループの中枢企業であったココカラファインがマツモトキヨシホールディングスと経営統合、2022年6月にはコクミンがウエルシアホールディングスの子会社化に伴って順次離脱している。
グループの現状は不明だが共同事業会社のWINドラッグは2021年9月28日清算を結了した。